# Archaeoneura
Archaeoneura é um gênero de mariposa pertencente à família Acrolophidae.